# Ponte de Tianjin

Ponte ferroviária de alta velocidade Pequim-Tianjin perto de Tianjin

Grande Ponte de Tianjin é uma ponte que liga Langfang e Qingxian, como parte da Linha de Alta Velocidade Pequim-Xangai. É uma das maiores pontes do mundo, com um comprimento total de cerca de 113,700 m (373,000 ft) ou 113,7 km (70,6 mi). Foi concluída em 2010 e inaugurada em 2011. A partir de 2011, o Guinness World Records gravou como a segunda maior ponte do mundo.